# 張愈嚴
張愈嚴 （1465年—1525年），字濟寬，號毅斋，四川眉州人，民籍，明朝政治人物。

## 生平
治《詩經》，弘治十四年（1501年）辛酉科四川鄉試第七名舉人。弘治十八年任陕西耀州學學正，正德六年（1511年）中式辛未科會試第十二名，登第二甲第八十八名進士。授南京户部主事，晉刑曹員外郎，謝絶請寄，讞獄多平反。十四年（1519年）官至江西南康府知府。嘉靖四年乙酉冬入觐京师，至良乡病卒，時年六十一。祀南康名宦祠，

## 家族
曾祖張思良；祖父張文廣；父張溥中，曾任聽選官，贈南京户部主事。母湯氏。永感下。長子張弘用，庚午貢士，卒，贈户部主事。次子張適用，早卒。繼娶黃氏，生一子功用，庚子貢士。孫張景賢，舉戊戌進士，累官兵備維楊，以平寇功，晉衘參政。女婿吳嘉祥，陜西苑馬少卿。